# جاغهيد جونز

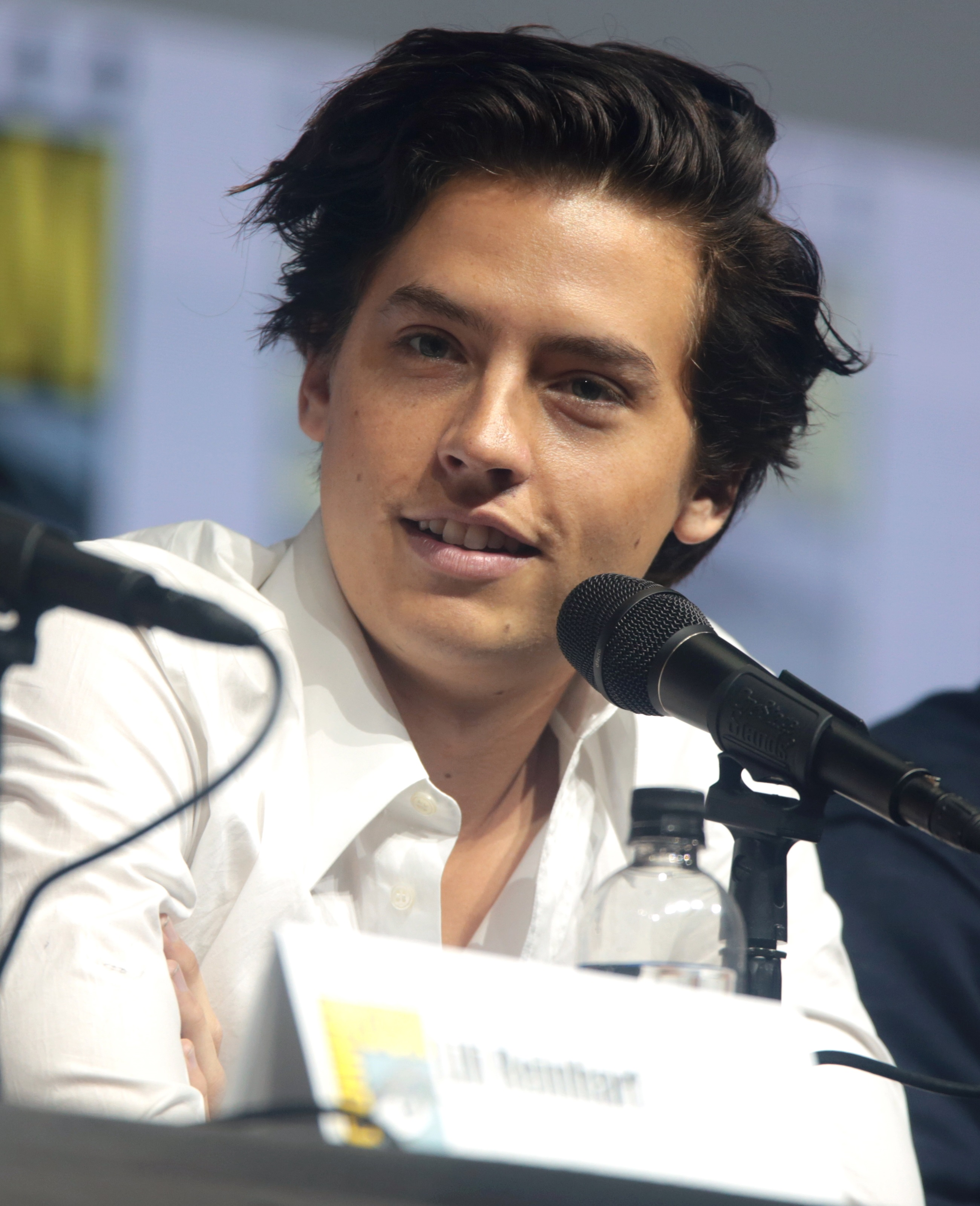
شخصية قوية ومبدعة وشديدة الذكاء ولا تحب المقارنات

فورسايث بندلتون (جاغهيد) جونز الثالث هي واحدة من الشخصيات الخيالية، التي أنشأها بوب مونتانا وجون ل.غولدووتر، وظهر لأول مرة في قصة آرتشي الأولى، من بيب كوميكس رقم 22 (ديسمبر1941).
إنه عازف الطبول في فريق آرتشيز، وابن فورسايث  بيندلتون جونزالثاني. في أحد المقاطع المصورة الهزلية لصحيفة آرتشي المبكرة، تم تحديده هو نفسه بأنه جون جاغوورث جونز الثالث (وفي شريط واحد، على الأرجح بسبب خطأ الاستمرارية، مثل فورسايث فان جونز). لديه كلب راعي أبيض اسمه هوت دوغ وأخته الصغرى، فورسيثيا (جيليبين) جونز.
جاغهيد (اختصار إلى جاغ أو جاغي) هو أفضل صديق للمغني وعازف الجيتار أرتشي أندروز. جاغهيد هو طالب ثانوي ذكي وحاد اللسان ومسترخٍ وغريب الأطوار. إنه مهووس بتناول الطعام، وفي بعض الوقائع يكون لاجنسيًا. يرى معظم الناس أنه كسول. يمكن التعرف عليه من طريق أنفه الطويل، وعينيه نصف المغلقة، وقميص من النوع الثقيل (S)، وقبعة صغيرة على شكل زر تشبه التاج، تسمى قبعة صاخبة. جرى تصوير جاغهيد بوساطة كول سبراوس في سلسلة CW الحية، ريفيرديل.

## المفهوم والخلق
صرح بوب مونتانا أن جاغهيد كان شخصية تخيلها، على النقيض من الشخصيات الأخرى في المسلسل التي كانت مبنية على أشخاص يعرفهم. ذكرت أرملة مونتانا، بيج بيرتهولد، أن صديق الثانوية من مونتانا (يدعى سكيني لينهان) يفترض أن لديه بعض سمات جاغهيد الغريبة. صرح بيرتهولد أن شارة S تشير إلى موقع يسمى سكانك هيل في هافيرهيل، ماساتشوستس، الذي حولته مونتانا إلى سكويرل هيل. يشير الحرف S إلى مزيج من الموقع والفريق الرياضي في مدرسة مونتانا الابتدائية بالقرب من هافيرهيل المسمى بلنمور. صرح بيرتهولد أن S تعني «نمور سكويرل هيل المستقلة، ولا يمكنك اختصارها بأية طريقة أُخرى».

## التاريخ والشخصية
يتمتع جاغهيد بنحو عام بروح الدعابة الساخرة. ويُعد غريبًا بعض الشيء، ولكنه يفضل عدم المطابقة على عكس أساليب الآخرين. تجعله المراوغات العديدة منه موضع مضايقة وإساءة من ريجي وفيرونكا وحتى زملاء الدراسة والمدرسين الآخرين. تتضمن العديد من الحلقات ريجي وجاغهيد يحاولان التفوق على بعضهما بعضًا بالمزح والرهانات، ويخرج جاغهيد دائمًا منتصرًا. يجري الكشف عن أنه ذكي جدًا، ومبدع عند الضرورة، وغالبًا ما يستفيد من نقاط ضعف ريجي ومعذبيه الآخرين (ويتمتع طوال الوقت).
في الرسوم الهزلية السابقة، تضمنت مجموعة من الشخصيات المختلفة محاولة اكتشاف اسم جاغهيد الحقيقي، بينما أحبط جاغهيد جهودهم. في إحدى القصص، يذهب آرتشي أندروز وريجى مانتل إلى مكتب المدرسة، حيث تخبرهما امرأة أن الاسم الأول الحقيقي لجوجيد هو ستيف. بعد مغادرة آرتشي وريجي المكتب، يعلم الجمهور أن المرأة هي في الواقع عمة جاغهيد، التي كذبت للتو خدمةً لجاغهيد للمساعدة على إخفاء اسمه الأول الحقيقي (فورسايث). في قصة أخرى (العدد الأول من «ملخص كاريكتر جاغهيد»، يونيو 1977)، اكتشفنا أنه سمي سلفه الذي كان بطلًا أمريكيًا. لفترة وجيزة، بدأ جاغهيد باستخدام اسمه المعطى تكريمًا لجده. بعد أن علم أن هذا الجد قد تزوج تسع مرات، عاد جاغهيد إلى لقبه. في سلسلة آرتشي الصغير، كشفت الآنسة غرندي عن اسمه الحقيقي في بداية الفصل. ويعتقد أيضًا أن اسمه يجذب الفتيات كما هو الحال في الشريط، وقد ذُكر اسمه وجعل الفتيات مهووسات به.
لغز آخر يتبع شخصية جاغهيد هو معنى حرف S على قميصه من النوع الثقيل. لايزال هذا لغزًا حتى يومنا هذا، على الرغم من أن العديد من القصص قد ألمحت إلى معنى ما. في جاغهيد 30 (1992)، عندما سألته طبيبته النفسية، سارة، «لماذا S؟»، أجاب: «أنا دونو! كان يطلق على ابن عمي الثالث نحيفًا...».
وتُظهر اللافتة المثلثة على غلاف العدد 140 من آرتشي والأصدقاء أن الحرف S يرمز إلى سلبي، كما في مدرسة سلبي الثانوية، التي حضرها مدة بضعة أشهر بوصفه طالبًا جديدًا. في وقت ما، بعد امتلاء سترته بالثقوب، بسبب ما أعتقد أنه عثة، عندما كان في الواقع حادثًا كيميائيًا حدث في فصل المختبر، كشف أنه ببساطة أحب الحرف S ووجده «متوافقًا»، لأن الرسالة يمكن ترمز إلى «الحساء، الساندويش، شرائح اللحم وجميع أنواع الأشياء الجيدة!». بعد أن يسأله أصدقاؤه، تلفت بيتي عينيها إلى الشرح، وتضيف: «S تعني: آسف لقد سألت!». نظرية أخرى هي أنه، لأنه غير ملتزم، يرتدي حرف S على عكس زملائه في الفصل، الذين يرتدون سترات مزينة بحرف R، التي تعني Riverdale.